# Station Vonêche
Station Vonêche is een voormalig spoorwegstation langs spoorlijn 166 (Dinant-Bertrix) in Vonêche, een deelgemeente van de stad Beauraing.

## Reizigerstellingen
De grafiek en tabel geven het gemiddeld aantal instappende reizigers weer op een week-, zater- en zondag.
| Tabel: aantal instappende reizigers station Vonêche | Tabel: aantal instappende reizigers station Vonêche | Tabel: aantal instappende reizigers station Vonêche | Tabel: aantal instappende reizigers station Vonêche |
|                                                     | Weekdag                                             | Zaterdag                                            | Zondag                                              |
| --------------------------------------------------- | --------------------------------------------------- | --------------------------------------------------- | --------------------------------------------------- |
| 1977                                                | 46                                                  | 32                                                  | 41                                                  |
| 1978                                                | 63                                                  | 48                                                  | 66                                                  |
| 1979                                                | 62                                                  | 92                                                  | 164                                                 |
| 1980                                                | 49                                                  | 22                                                  | 41                                                  |
| 1981                                                | 42                                                  | 19                                                  | 33                                                  |
| 1982                                                | 43                                                  | 27                                                  | 37                                                  |
| 1983                                                | 31                                                  | 9                                                   | 22                                                  |
| 1984                                                | 28                                                  | 15                                                  | 12                                                  |
| 1985                                                | 27                                                  | 3                                                   | 25                                                  |
| 1986                                                | 23                                                  | 13                                                  | 13                                                  |
| 1987                                                | 22                                                  | 11                                                  | 7                                                   |
| 1988                                                | 29                                                  | 7                                                   | 12                                                  |
| 1989                                                | 26                                                  | 8                                                   | 16                                                  |
| 1990                                                | 21                                                  | 19                                                  | 11                                                  |
| 1991                                                | 24                                                  | 10                                                  | 22                                                  |
| 1992                                                | 25                                                  | 10                                                  | 17                                                  |

2,2: Anseremme ·
4,7: Walzin ·
7,2: Gendron-Celles ·
10,4: Château d'Ardenne ·
12,2: Houyet ·
17,5: Wiesme ·
22,2: Beauraing ·
25,0: Martouzin ·
27,2: Pondrôme ·
31,3: Thanville ·
35,3: Vonêche ·
37,0: Gedinne ·
45,4: Louette-Saint-Denis ·
49,3: Bièvre ·
51,6: Graide ·
55,2: Carlsbourg ·
56,3: Merny ·
58,2: Paliseul ·
60,3: Nollevaux ·
61,5: Offagne ·
65,2: Glaumont ·
68,3: Burhaimont ·
70,2: Bertrix